# Montaña Blanca (Lanzarote)
Montaña Blanca es una localidad del municipio de San Bartolomé, Lanzarote, España. Recibe el nombre del cono volcánico que tiene situado al sur, la Montaña Blanca, un antiguo volcán de la serie intermedia de la geología de la isla de Lanzarote, que con una altura de 598 metros sobre el nivel del mar es la quinta altura de la isla.

## Geografía física

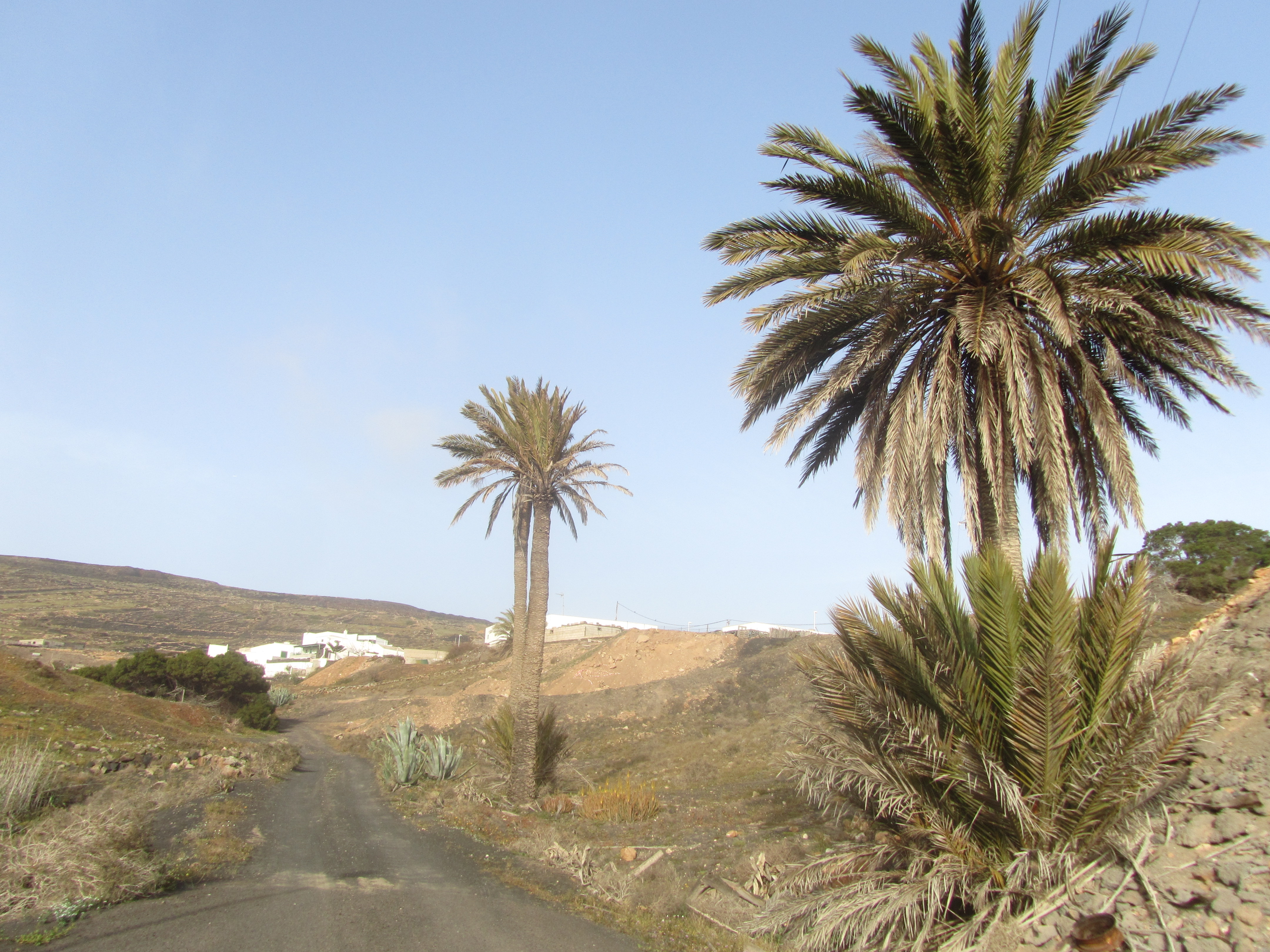
Barranco de Montaña Blanca (San Bartolomé, Lanzarote)

Situado en el centro sur de la isla de Lanzarote, al suroeste de la capital municipal, San Bartolomé de la que solo está separado unos 2 kilómetros aproximadamente. Es considerado un barrio del municipio junto a Güime, La Florida, El Islote, Playa Honda y una parte de Mozaga. Su imagen es la de un pequeño valle encajonado entre tres conos volcánicos: Montaña Guatisea, Montaña Blanca y Lomo de Tesa. Limita al sur y el oeste con el municipio de Tías (Las Palmas) al que pertenecen las dos terceras partes del cono Montaña Blanca y casi la totalidad del Lomo de Tesa.
Las Casas de La Degollada de Montaña Blanca marcan el límite con el municipio de Tías. Al noroeste limita con la comarca de El Cabezo y El Grifo, al norte con Las Cuevas y la Montaña Guatisea, al este con La Vega, todo en el municipio de San Bartolomé. Su aspecto de casas blancas entre suaves valles rodeados de viñedos y de arenados, campos de cultivo cubiertos de lapilli volcánico generan un cuadro del Lanzarote más rural y tradicional. 

## Naturaleza
El núcleo urbano de Montaña Blanca está rodeado del La Geria, ya que tanto la Montaña Guatisea, la Montaña Blanca como el Lomo de Tesa están íntegramente en dicho espacio natural protegido. La parcelación y el abancalado de la tierra, generó muchos campos de cultivo que hoy nos generan aspectos icónicos de un paisaje singular, los hoyos de los viñedos de La Geria.
Los múltiples frutales de higueras, tuneras, morales... generan algo de cubierta arbórea que permite junto con las fuertes pendientes de los conos volcánicos tener ciertas poblaciones de aves, entre las que destacan la paloma bravía(Columba livia), la perdiz moruna (Alectoris barbara), el bisbita caminero (Anthus berthelotii), el millero o pardillo (Carduelis cannabina), el camachuelo trompetero (Bucanetes githagineus), cernícalos vulgares (Falco tinnunculus), alcaudones reales (Lanius meridionalis, halcones tagarotes (Falco pelegrinoides) y esporádicamente se observan guirres (Neophron percnopterus). 
La flora silvestre dominante es tipo herbácea y arbustiva, con aulagas (Launaea arborescens), veroles (Kleinia neriifolia), una comunidad de verol o bejeque (Aeonium lancerottense), Sedum nudum, etc. 

## Historia
Existen restos de los majos, primeros habitantes de la isla, en los dos grandes conos volcánicos que rodean la localidad, por lo que es probable que existiese una población estable. Después de la conquista ya tenemos referencias a habitantes en esta zona. Es nombrado como núcleo sepultado por las erupciones de Timanfaya en el siglo XVIII, pero no fue destruido ya que solo le cayeron capas de lapilli, arena volcánica. Además el cono volcánico Montaña Blanca fue una de las atalayas de vigilancia costera, desde lo alto se vigilaba de la aproximación o llegada de barcos piratas a la costa de Lanzarote. 
Durante los siglos XIX y XX sus familias viven de la agricultura, ganadería y algunos se embarcan a "la costa". Muchos son los emigrantes de Montaña Blanca a Cuba y Venezuela buscando un futuro más próspero, muchos no regresaron, otros en cambio volvieron a su pueblo natal.

## Economía
La agricultura y la ganadería han sido los motores económicos de este núcleo rural. El cultivo en enarenados (tierras con cubiertas de lapilli volcánico) le han dado una productividad extraordinaria a la comarca, lentejas, millo, arvejas, rábanos, cebollas, etc. La vitivinicultura también ha sido y es parte importante de la economía y el paisaje de la zona, antaño tenían grandes bodegas Vicente Robayna, Rafael Martín, etc. La ganadería y las queserías han sido y son una economía presente entre sus vecinos. En la actualidad sólo existe una gran quesería familiar la Quesería Montaña Blanca, generando empleo local y generando economía circular. 

## Fiestas
En la localidad se celebran las fiestas de María Auxiliadora el 24 de mayo. Históricamente se celebraban actos deportivos como luchadas en las eras de trilla de algunos vecinos del pueblo: Félix Diaz, Antonia García o Vicente Robayna, también bailes, torneos de bola canaria o de juegos de baraja...

## Lugares de interés

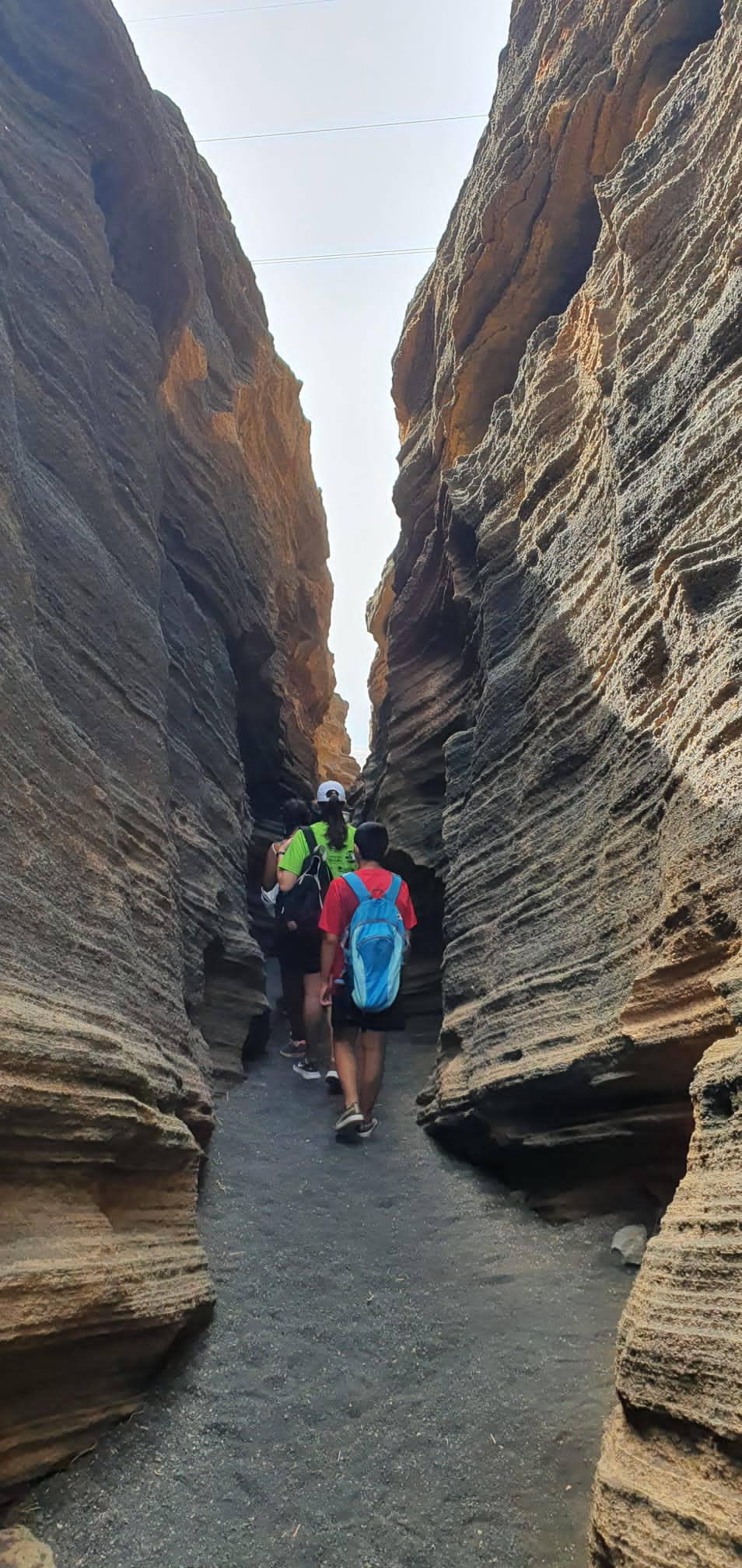
Barranco Negro en la Montaña Blanca (Lanzarote)

- Plaza del pueblo.- La plaza del pueblo está ubicada en la zona alta del núcleo y en ella se encuentran la ermita, el centro sociocultural y el colegio.
- Ermita.- La ermita de María Auxiliadora, una infraestructura religiosa que se inició a principios del siglo XX y que se finalizaron en el año 1952.
- Centro cultural.- El Centro sociocultural Lomo de Tesa que se construyó en 1978 y es el centro social de la localidad.
- Colegio.- El CEIP María Auxiliadora donde están los niños y niñas del pueblo desde infantil hasta segundo de primaria.
- Maretas de Guatisea.- Nombre que reciben los seis aljibes excavadas en el interior del cono volcánico para almacenamiento de agua de la lluvia ubicada en la Montaña Guatisea.
- Maretas de Montaña Blanca.- Es el nombre con el que se conocen a los dos aljibes excavados en la ladera sur del cono volcánico llamado Montaña Blanca. Una impresionante obra hidráulica de mitad del siglo XX que recogía el agua de la lluvia de la ladera sur, conduciéndola desde canales de captación hasta los depósitos interiores.
- Zona arqueológica.- Las laderas sur de los dos conos volcánicos mayores, Montaña Guatisea y Montaña Blanca albergan decenas de manifestaciones rupestres de los indígenas de la isla: Los majos. Numerosos canales, cazoletas, dibujos de formas variadas se exponen en la toba volcánica de estas montañas.
- Barranco Negro.- En la ladera sureste del cono volcánico de Montaña Blanca tenemos algunos barrancos formados por la erosión del agua de lluvia al bajar por la ladera y surcar de forma natural una zona de material piroclástico blando. En dichos barrancos se observa el bandeado de distinto grosor de capas de lapilli y ceniza volcánica, dando un singular bandeado a estos barrancos.
- Fuente de Montaña Blanca.- El manantial de agua del pueblo está en la cara noroeste del cono de Montaña Blanca, pertenece a la familia Rocío y en la actualidad está seca, ya no mana el agua.

## Deporte
- Lucha canaria.- Era el deporte rey de las fiestas del pueblo e históricamente se celebraban encuentros de equipos potentes traídos incluso desde otras islas. En la década de los años 1970 del siglo XX el pueblo contó con un equipo propio de lucha canaria el C.L. Montaña Blanca, celebrando las luchadas en las eras y alcogidas de vecinos del pueblo. Muchos de sus vecinos fueron practicantes de este deporte propio de Canarias (Chano Camacho, Manuel Hernández Acosta,...). El C.L. Montaña Blanca disputó una final de liga de la isla de Lanzarote siendo su puntal Bienvenido Pérez "Pérez V".
- Vertical Montaña Blanca.- Desde el año 2012 se celebra en las fiestas de María Auxiliadora de Montaña Blanca una carrera de montaña con un fuerte desnivel. Teniendo varias modalidades según distancia (Cuartillo, Almud y Fanega) y manteniendo la identidad rural de la localidad(premios con aperos de labranza, cachorros y sombreras canarias para ganadores, premios de frutas y verduras de la comarca.[7]

Vertical Montaña Blanca 2019.

## Senderos

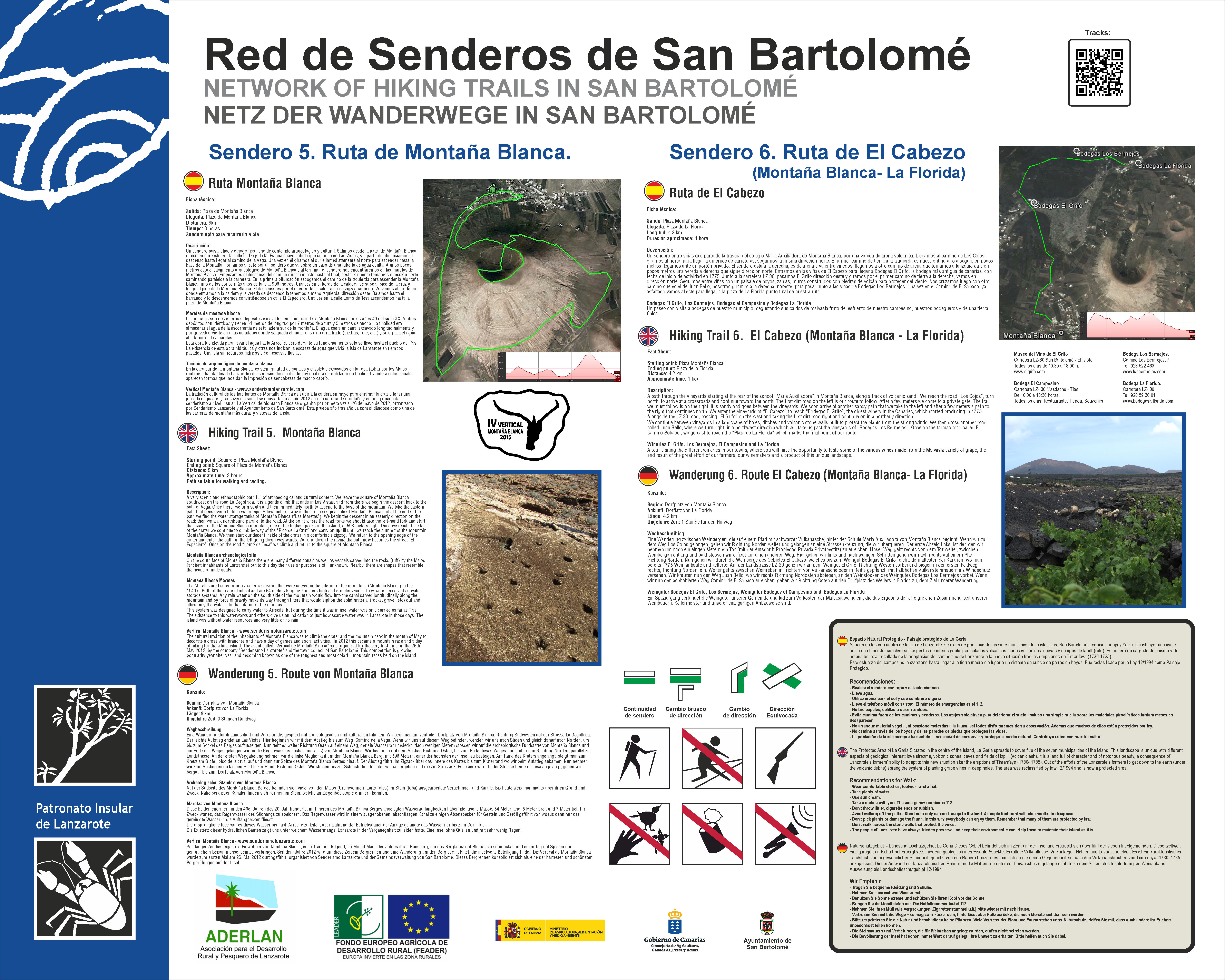
Sendero Montaña Blanca (San Bartolomé, Lanzarote).

- Subida a Montaña Blanca.- Desde la Plaza del pueblo seguimos dirección suroeste por la calle La Degollada, convirtiéndose en camino de tierra. a mitad de ascensión tenemos una vereda que nos baja al camino del barranco y una vereda que comienza ascendente a subir a la Montaña, Pasa junto a unos corrales y la fuente de Montaña Blanca. Llegamos a la entrada de la Caldera, el cráter del cono volcánico, ascendemos al Pico de la Cruz y luego a la cima de la Montaña. El descenso puede ser por la vereda que baja zigzagueante por el interior de la caldera.
- Vuelta a Montaña Blanca.- Ascendemos el Camino de La Degollada hacia el suroeste, luego descendemos dirección iglesia de La Candelaria en Tías. Giramos hacia la montaña para ascender hacia las Maretas de Montaña Blanca. caminamos sobre la vieja tubería que es un sendero cómodo, luego tras las maretas por un antiguo camino, llegamos a la zona de Barranco Negro. Bordeamos la Montaña hacia el norte. Aquí tenemos la opción de subir a la montaña por el camino de tierra o seguir hacia el pueblo por el camino de Las Rosas.
- Montaña Blanca- El Grifo.- Desde la puerta del Colegio de Montaña Blanca ascendemos por una vereda de arena volcánica dirección noroeste para llegar al camino de Los Cojos. giramos al norte, cruzamos la carretera y tras unos metros volvemos a tomar un camino de tierra hacia el noroeste. No abandonamos esta dirección aunque tenemos algunos giros volvemos a la misma avanzando entre viñedos hasta llegar a Bodegas El Grifo.
- Montaña Blanca- Maretas de Guatisea.- Desde la plaza del pueblo caminamos por la calle principal Lomo de Tesa dirección noreste, buscando la calle san Bartolomé. al pasar la última casa del pueblo tomamos el camino de la izquierda que asciende hasta las Maretas de Guatisea.

## Radar NO
En el año 2001 el Ministerio de Fomento del Gobierno de España y Aena (Aeropuertos españoles y navegación aérea)  proponen la colocación de una estación de radar sobre el cono volcánico Montaña Blanca. La oposición vecinal fue rotunda, ya que la montaña es parte de su identidad como núcleo y comienzan movilizaciones y protestas donde llegan a bloquear el paso a las excavadoras que pretendían subir a realizar la obra en la Montaña. Tras años de lucha el gobierno desiste y descarta la colocación de la estación de radar sobre el cono volcánico.